# モンテグロッソ・ピアン・ラッテ
モンテグロッソ・ピアン・ラッテ(伊: Montegrosso Pian Latte)は、イタリア共和国リグーリア州インペリア県にある、人口約100人の基礎自治体（コムーネ）。

## 地理

### 位置・広がり

#### 隣接コムーネ
隣接するコムーネは以下の通り。
- コージオ・ディ・アッローシャ
- メンダーティカ
- モリーニ・ディ・トリオーラ
- ポルナッシオ
- レッツォ
- トリオーラ

### 地震分類
イタリアの地震リスク階級 (it) では、3 に分類される
。

## 姉妹都市
- Pontevès、フランス 2013年